# Impatiens oreocallis
Impatiens oreocallis är en balsaminväxtart som beskrevs av Georg Oskar Edmund Launert. Impatiens oreocallis ingår i släktet balsaminer, och familjen balsaminväxter. Inga underarter finns listade i Catalogue of Life.